# Sillobre
Sillobre(llamada oficialmente Santa Mariña de Sillobre) es una parroquia española del municipio de Fene, en la provincia de La Coruña, Galicia.

## Entidades de población
Entidades de población que forman parte de la parroquia:
- A Calzada
- Ameneiro
- Arriba
- Barreiro
- Belelle
- Buio
- Curveira
- Gándara
- Lagarteira
- Lubián
- Marraxón
- Orra
- Pallota
- Pedre
- Pegariña
- Rabadeña
- Rañoa
- Reboredo
- Revolto
- Ribeira
- San Marcos
- Souto
- Taboado
- Ulfe
- Valado
- Vilanova
- Visura
- Vrea

## Despoblados
Despoblados que forman parte de la parroquia:
- As Agrochas
- Bardallas

## Demografía
| Gráfica de evolución demográfica de Sillobre entre 2000 y 2019 |
|                                                                |
| Datos según el nomenclátor publicado por el INE.               |